# 茱迪·科士打
朱迪·福斯特（1962年11月19日—），原名艾莉西亞·克里斯汀·科士打（Alicia Christian Foster），美国女演员、导演及制片人。童星出身，在30岁前两度获得奥斯卡影后。
茱迪最早于3岁时开始出演商业广告。年仅13岁时，她出演了自己的成名作《出租车司机》，片中扮演一位雏妓，少年老成的表演技惊四座，获得第49届奥斯卡奖最佳女配角提名，并夺得英国电影学院奖最佳女配角奖。1988年，茱迪出演根据真实事件改编的好莱坞历史上第一部直接描写强奸或轮奸罪行的电影《被告》中扮演受害人莎拉·托比亞斯，获第61届奥斯卡奖最佳女主角和第46届金球奖最佳电影女主角奖（正剧类）。3年后，她出演导演乔纳森·戴米执导的经典悬念恐怖片《沉默的羔羊》中的联邦调查局实习探员克麗絲·史達琳，获第64届奥斯卡奖最佳女主角及第49届金球奖最佳电影女主角奖（正剧类），这时她还只有29岁，成为奥斯卡奖历史上屈指可数的在30岁前就已两获最佳女主角的演员。2021年在第78屆金球獎上，茱蒂再度以電影《失控的審判》獲得最佳電影女配角獎，是茱蒂八度提名演員獎並三度得獎。
至今，茱迪·科士打已经获得了两项奥斯卡奖，3项英国电影学院奖，一项美国演员工会奖和3项金球奖，其中包括2013年1月13日，好莱坞外国记者协会因“对世界娱乐行业的突出贡献”而授予她的第70屆金球獎塞西尔·B·德米尔奖（又译终身成就奖）。

## 生平

### 早年生活
1962年11月19日，茱迪·科士打出生于加利福尼亚州的洛杉矶。早年进入洛杉矶法语预科学校（位于洛杉矶的一家以严格著称的法语预科学校）就读，并于1980年毕业。少年时代的茱迪经常留在法国打工，因此早早就能说一口流利的法语。接下来茱迪进入聞名遐邇的耶鲁大学就讀，并于1985年获得了最优等的文学拉丁文学位荣誉学士学位。其实她原本可以在1984年时就获得学位，但是由于一位名叫约翰·欣克利的疯狂粉丝为引起她的注意，于1981年3月30日在美国首都哥伦比亚特区的希尔顿酒店大门外试图枪杀当时的美国总统罗纳德·里根，造成了轰动世界的里根遇刺案，之后约翰虽被认为患有精神疾病，經陪审团判决无罪，最终关进精神病院，但这一事件為她引來了大量記者採訪，也给她的私生活带来了极大的困扰，导致她为了避开记者的骚扰而休學了整整一个学期，最後重讀了一年來获得学位。1997年，耶鲁大学授予她名誉美术博士学位。
由于能讲一口流利的法语，茱迪在法国发售过一张单曲唱片，在20世纪70年代末期到80年代主演或参演了几部法国本土电影，还亲自为其演出的绝大多数电影角色的法语版本进行了配音。2004年，她在一战题材的法国电影《漫长的婚约》中出演了一个戏份很少的小角色。她还能听懂德语和西班牙语，并且能用意大利语进行交谈。

### 演艺事業

#### 童星时期

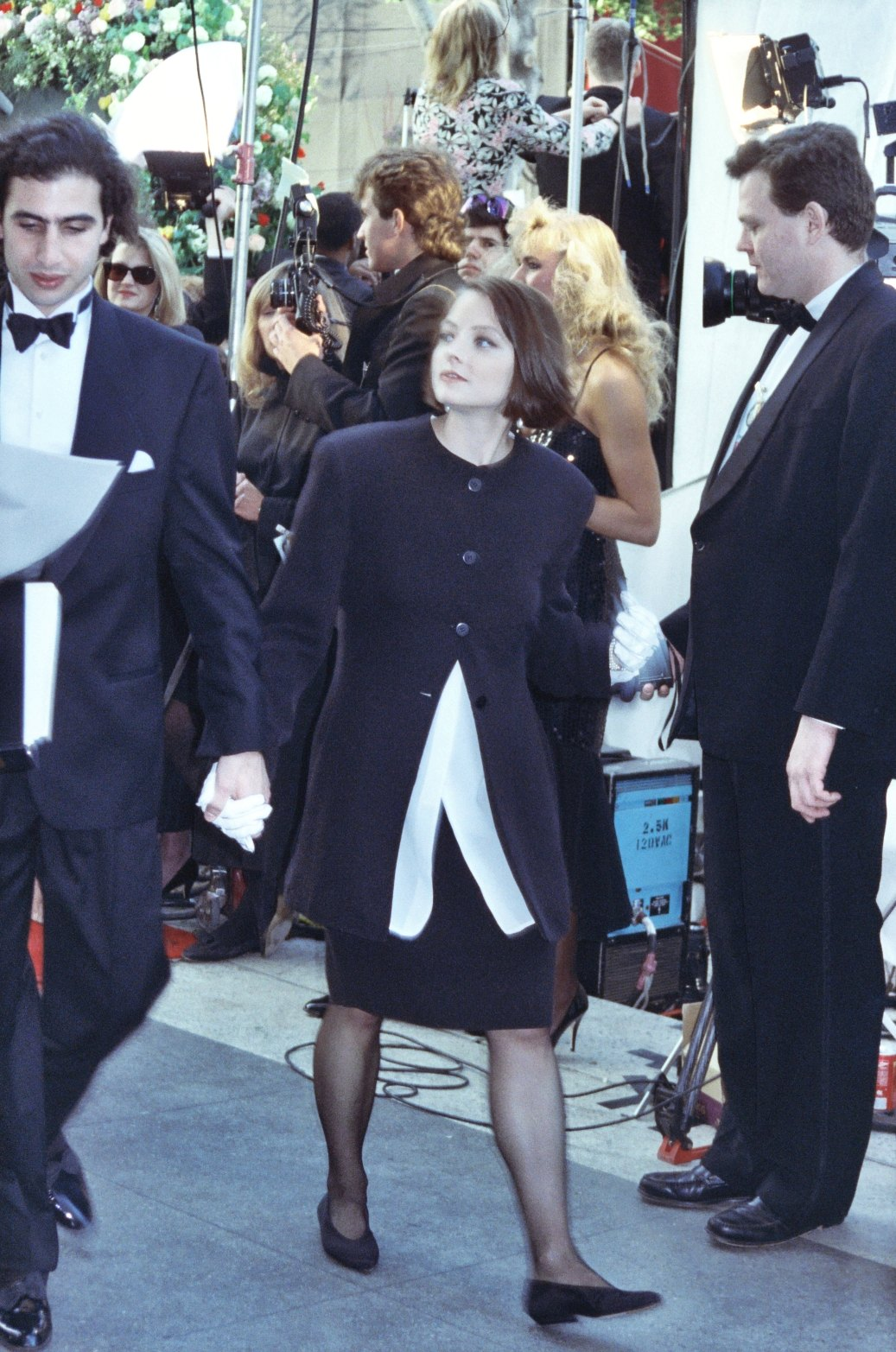
茱蒂·佛斯特（1990年）

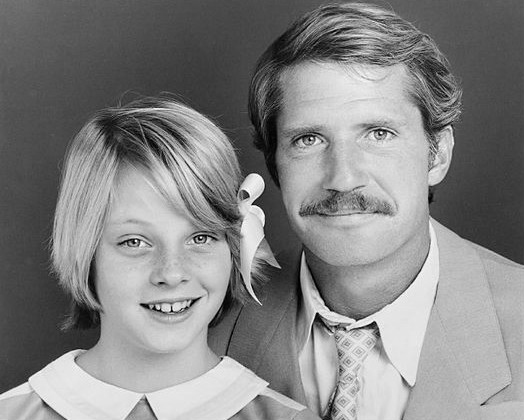
1974年，Jodie Foster与克里斯托夫·康纳利在电视版《纸月亮 (电视剧)》中

上大学前，茱迪·科士打就曾在多达约50部电影或电视节目中演出，她在电视上的首次亮相是3岁时的一个名为"Coppertone girl"（港譯「確不同」）的品牌防晒霜广告。1968年，而6岁时（1968年）的电视喜剧集《Mayberry R.F.D.》则是她首次出演电视剧，母亲伊芙琳就是她的經紀人。1969年，她在电视剧《Gunsmoke》中首次使用了艺名Jody Foster，并在1970年分别使用了Jodi Foster和Jodie Foster的艺名，另外她还曾在电视剧集《艾迪爸爸的求爱》中不定期地以男主角艾迪的朋友祖兒·凱莉的身份出镜。
1970年的电视电影《山中惡徒》（Menace on the Mountain）是茱迪的电影处女作，作为一个童星，茱迪也出演了多部迪士尼公司制作的电影，包括1972年的《拿破仑与萨曼莎》（又译《狮子与小孩》/《伏狮神童历险记》，本片拍摄过程中茱迪还曾不幸被一只马戏团的成年狮子抓伤，伤口至今仍然清晰可见）和《一个小印第安人》（又译《横冲直撞小英雄》）。一直到十几岁时，Jodie仍然在迪斯尼公司的电影中出镜。此外，她还曾在1970年的《鹧鸪家庭》和1974年的《纸月亮》两部电视剧集中演出，并与马丁·西恩合作出演了1976年的邪典电影《黑巷少女》（又译《小妖精》）。1976年也是茱迪真正成名的一年。这一年中她还出演了另外3部大获成功的电影，分别是《龙蛇小霸王》（又译《小鬼头与贼阿爸》）、《出租车司机》和《疯狂星期五》（又译《辣妈辣妹》/《手忙脚乱》/《怪诞星期五》）。其中《出租车司机》为她赢得了第49届奥斯卡奖最佳女配角提名，并获英国电影学院奖最佳女配角奖，《龙蛇小霸王》则为她赢得英国电影学院奖最佳新人奖，而《疯狂星期五》还为她获得了第34届金球奖最佳电影女主角奖（音乐剧/喜剧类）提名。1977年年，茱迪又出演了迪士尼公司出品的电影《古堡风云》，1980年，刚刚18岁的她又出演了《小狐狸》。
茱迪少年时还曾在多个法国流行音乐巡回演唱会中以歌手身份露面并演唱。她将自己多年的女童星生涯直接看成是一个“演员的职业生涯”，她说，“事情很明显，我在自己年幼时就必须努力地为生活而奋斗，如果我不这样做，我的人生会整个被吞噬掉，而我的生活都将不复存在。”她还说，
我想当我们所有人回顾自己的童年时，大家总是会习惯于将之看成是他人的经历，并且完全发生在不同的地方。但我的幸运在于，可以与70年代的电影人们进行合作——对我来说，这是美国电影最为辉煌的年代。我在自己很年幼时就从这些伟大的艺术家们那里学到了许许多多宝贵的经验，因为无论是因为什么原因，我都很重视这一切，所以这是我职业生涯中最为宝贵的一段经历。
"I think all of us when we look back on our childhood, we always think of it as somebody else. It's just a completely different place. But I was lucky to be around in the '70s and to really be making movies in the '70s with some great filmmakers – the most exciting time, for me, in American Cinema. I learned a lot from some very interesting artists – and I learned a lot about the business at a young age, because, for whatever reason, I was paying attention; so it was kind of invaluable in my career."
14岁时，茱迪成为了电视节目周六夜现场的主持人，她也因此成为当时该节目历史上最年轻的主持人，这一纪录直至多年后才被年仅7岁就担任主持的德鲁·巴里摩尔打破。
1977年，茱迪在法国录制了她的第一张也是唯一的一张正式的音乐唱片，其中包含有的曲目为〈Je T'attends Depuis la Nuit des Temps〉（〈La Vie C'est Chouette〉）及〈When I Looked at Your Face〉（〈La Vie C'est Chouette〉）。唱片A面前一首歌为法语，括弧内的另一首为英语，B面两首则均有两种语言混合使用。全部3首歌曲均收录在她1977年出演的法国电影《Moi, fleur bleue》中。

#### 成人后至今

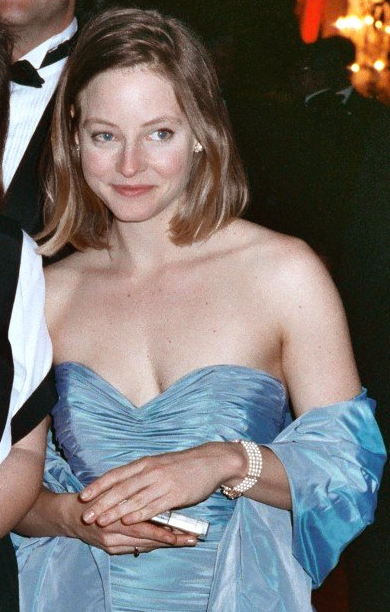
1989年3月29日，Jodie Foster因《被告》获第61届奥斯卡奖最佳女主角

成年后的茱迪·科士打开始出演许多更为成熟的角色。虽然与一些童星时期大红大紫成年后就一直在走下坡路的演员如秀兰·邓波儿、麦考利·卡尔金、塔特姆·奥尼尔等人相比，她成年后的演艺事业要成功得多，但这一过程也并不就是一帆风顺的。在80年代她出演的多部电影，如《新汉普夏饭店》、《五个角落》以及《曾几何时》在商业上都是失败的作品。这一情况一直持续到了80年代末，她参加了取材于真实事件的电影《被告》的试镜并出演女主角，片中被强奸和轮奸的受害人莎拉·托比亞斯。该片是好莱坞历史上的首部直接反映强奸案及轮奸案的电影，并且也是茱迪演艺生涯的转折点。她的精彩表演获得了一致好评，成功摘得第61届奥斯卡奖最佳女主角和第46届金球奖最佳电影女主角奖（正剧类），另外还获得了英国电影学院奖最佳女主角奖的提名。
1991年，茱迪在乔纳森·戴米执导的经典悬念恐怖片《沉默的羔羊》中与安东尼·霍普金斯演对手戏，扮演联邦调查局实习探员克麗絲·史達琳。该片在商业上获得了出乎所有人预料的巨大成功，本土票房收入1亿3,074万2,922美元，全球总收入更高达2亿7,300万美元，这也是茱迪演艺生涯中主演的首部票房过亿的电影，并且至今仍是她出演过的所有电影中最卖座的。她还因本片获第64届奥斯卡奖最佳女主角、第49届金球奖最佳电影女主角奖（正剧类）以及第一座英国电影学院奖：最佳女主角奖。同一年茱迪推出并主演了自己的导演处女作《锦绣童年》（又译《我的天才宝贝》），该片取材于智商极高天才儿童的成长故事，获得了评论界的普遍好评。一年后，茱迪在洛杉矶创立了一家名为鸡蛋影业（Egg Pictures）的制片公司，主要制作独立制片电影。她说自己没有想要制作“大成本主流爆米花”电影的野心。早在还是个孩子的时候，独立制片电影就比主流电影更能引起她投身电影事业的兴趣，不过，雞蛋影業在2001年宣布关闭。
之后，茱迪在编剧、导演伍迪·艾伦的喜剧片《影与雾》出演一个身份为妓女的小角色，并在以美国内战后南部重建为背景的爱情片《似是故人来》（又译《男儿本色》）中扮演女主角劳蕾尔·索墨斯比。1994年她主演了两部电影，商业上大获成功的西部喜剧片《超级王牌》，该片由她和男演员梅尔·吉布森等人主演；以及讲述一个与世隔绝在山林中长大的孤女故事的电影《内尔》。《内尔》为她赢得了第4个学院奖提名：第67届奥斯卡奖最佳女主角提名。此外还有美国演员工会奖、金球奖、人民选择奖等其它奖项肯定。一年后，她又推出了自己导演的第二部电影，由霍莉·亨特、小罗伯特·唐尼等人主演的黑色喜剧《回家过节》（又译《心情故事》/《冤家一族》）。1996年，电影女性组织“洛杉矶电影女性”授予茱迪·科士打水晶奖，来表彰她对拓宽女性角色戏路，提高女性在电影相关事业中的地位和作用所作出的贡献。同年，茱迪还获得了第46届柏林国际电影节金镜头奖。
接下来，茱迪·科士打与导演罗伯特·泽米基斯合作，主演了自己演艺生涯中的第一部科幻片，该片根据天文学家、科幻小说家卡尔·萨根的同名小说改编。茱迪在片中出演女主角艾蓮諾·「艾麗」·阿諾威博士，她是片中首位探测到并证实外星文明存在证据的搜寻地外文明计划（Search for extraterrestrial intelligence，简称SETI）科学家，同时也是影片最终与外星文明进行第一类接触的人。影片中的其他几位主要演员还包括马修·麦康纳、詹姆斯·伍兹、汤姆·斯凯里特、威廉·菲德内尔、约翰·赫特、安吉拉·贝塞特和大卫·摩斯等。在电影《接触》拍摄期间，茱迪首次接触到蓝幕技术，她承认对此自己一开始很不习惯并形容道，“整个房间里全是蓝色的，蓝色的墙壁，蓝色的天花板，不管什么都是蓝色蓝色蓝色的，而我就像坐在一个餐桌转盘上跟随着一台控制的机械手臂上的摄像机镜头不断地旋转，这真是很辛苦”。该片也获得了商业上的成功，并为茱迪赢得了包括金球奖、土星奖在内的多个奖项及提名。1998年1月18日一颗新发现的小行星也被命名为"17744 Jodiefoster"来向她致敬。
茱迪出演的下一部电影是1998年推出的《安娜與國王》，该片是1946年的电影《安娜与暹罗国王》的重拍片，同样是根据玛格丽特·兰登的小说《安娜与暹罗国王》改编，在片中扮演国王，与茱迪演对手戏的是香港演员周润发，该片也获得了国际性的商业成功。

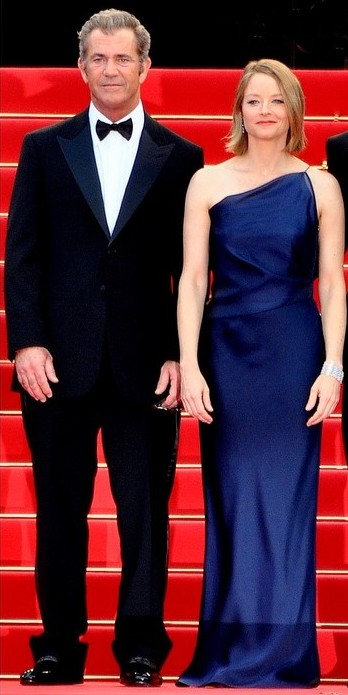
2011年戛纳电影节，茱迪·科士打与与梅尔·吉布森在她执导的第3部电影《海狸先生》的首映式上

2001年，由于尼科尔·基德曼因伤退出，茱迪·科士打与接棒与福里斯特·惠特克、杰瑞德·莱托、德怀特·尤科姆、克里斯汀·斯图尔特一起主演了由大卫·芬奇执导的惊悚片《顫慄空間》，结果，2002年该片在美国上映首周就狂收超过3千万美元，成为茱迪演艺生涯中“开门最红”的电影。
2004年，茱迪又在法国电影《漫长的婚约》中出演了一个小角色，一年后，她又出演了另一部惊悚片《空中危机》，这是她的又一部上映首映即登上票房排行榜冠军的电影，并且也取得了国际性的成功。片中茱迪扮演一位发现自己女儿在飞机上失踪的母亲，之后更洞悉这是一帮恐怖分子的阴谋，并努力利用自己曾是飞机设计的工程师，对其的结构非常了解的长项试图救回女儿和机上乘客。
2006年，茱迪又出演了由斯派克·李执导，丹泽尔·华盛顿和克里夫·欧文主演的又一部惊悚片《局内人》。又一次，影片一上映就取得票房榜冠军位置并获得世界性的成功。2007年，她又与泰伦斯·霍华德一起主演了尼尔·乔丹执导的惊悚片《勇敢的人》，再接再励，上映首周成为票房榜冠军，影片还为茱迪赢得了她的第6个金球奖提名及又一个人民选择奖提名。在一次接受采访时谈到近些年出演的电影时她表示，自己很乐于出演并“真诚对待”这些主流电影。
到了2008年，茱迪又与杰拉德·巴特勒及艾碧·貝絲琳一起主演了《尼姆岛》（Nim's Island），该片是继1994年的《超级王牌》后她出演的首部有喜剧色彩的电影，影片也获得了商业上的成功。这之后，努力尝试拓宽戏路的她还为长映不衰的动画片《辛普森一家》配音。
2011年，茱迪推出了其导演的第3部电影《海狸先生》（The Beaver），影片由她和自己的朋友梅尔·吉布森主演。影片讲述了一位患有抑郁症的玩具公司CEO开发出一款个性另类的手偶海狸的故事，并在戛纳电影节上首映。影片获得的评价相对多元，但在商业上却遭到惨败，2011年5月正式发行后首月的票房仅有约100万美元。同年，茱迪主演了罗曼·波兰斯基执导的。片中她与约翰·C·赖利、凯特·温斯莱特及克里斯托弗·沃尔兹三人共同演出了一场精彩绝伦的群戏，影片于2011年9月在第68届威尼斯国际电影节上首映，获得了大量的好评，茱迪也因此再次获得金球奖的提名。
2013年1月13日，为了表彰她对世界娱乐事业的突出贡献，好莱坞外国记者协会授予茱迪·科士打第70届金球奖塞西尔·B·德米尔纪念奖（又译金球奖终身成就奖）。
同年8月，由南非-加拿大籍导演尼尔·布洛姆坎普执导，茱迪与马特·达蒙主演的科幻片《极乐世界》上映。另外，茱迪还宣布了执导独立制片电影《Money Monster》和电视剧集《Angie's Body》的计划。同年，茱迪又為Netflix的原創電視劇集《女子監獄》（又譯《鐵窗紅顏》）其中一集執導。
2014年，茱迪又執導了Netflix大熱電視劇集紙牌屋第2季第9集。

### 其他發展
如同多數美國演員很少出現在本國商業宣傳廣告中，福斯特在數個國外（日本）以外國明星為主的商業廣告中露臉，尤其是1990年代。這些廣告包含 本田Civic、Keri化妝品、Mt. Rainier冰咖啡與Pasona Temporary Agency等。

## 相关事件

### 约翰·欣克利跟踪及行刺美国总统事件
约翰·欣克利在观看《出租车司机》后开始对茱迪·科士打着迷，并看了这部电影很多遍。他开始在耶鲁大学校园内跟踪茱迪，并给她寄了多封情书甚至还给她打电话来试图听到她的声音。由于一直没能得到梦中女神的青睐甚至注意，他决定铤而走险。
1981年3月29日，约翰·欣克利来到首都哥伦比亚特区并入住一家酒店，第二天早上，在麦当劳吃早餐时，他看到当天《華盛頓星報》A4版上刊登了美国总统罗纳德·里根当天的行程，并决定自己行动的时候到了。由于知道自己很可能会因此而丧生，约翰还给茱迪写了一封表明心意的信，信中说，他希望可以以自己的实际行动来打动她，并且“如果可以赢得她的心并从此共度余生，他愿意马上就放弃刺杀里根的计划”。不过，这封在最终刺杀行动前约两个小时写出来的信并没有寄出。
中午，罗纳德·里根在华盛顿希尔顿酒店吃午餐并在午餐会上接见了美国劳工联合会-产业工会联合会的代表，这家酒店是整个特區公認最安全的酒店，在1963年约翰·F·肯尼迪总统遇刺后建成，其中拥有专门为总统及随从准备的封闭式“总统通道”。巧合的是，由于这天总统在公众场合短暂露面时距总统轿车仅有9米远，其贴身安保人员没有准备防弹衣。根据当天目击证人的证词，没有人发现约翰有行动前有任何异常举动。
当天下午，约翰混在大门外的人群中等待机会，2点27分，总统罗纳德通过“总统通道”离开酒店。上车前由于随行安保特工的疏忽，总统在人群中直接走過，甚至经过了约翰的身边。约翰意识到自己绝对不可能得到比这更好的机会，因此立刻掏出其左轮手枪，在1.7秒的时间里连开6枪，但均没有直接击中总统。他的第一枪打中了白宫新闻主任詹姆斯·布拉迪的头部，第二枪则打中了转身试图保护总统的特区警官湯馬斯·德拉漢迪（Thomas Delahanty）的后颈。这时约翰有了枪杀总统的清晰视野，但他的第三枪却打中了街对面另一家酒店的玻璃。这时，安保特工中的负责人傑里·帕爾（Jerry Parr）拼命将总统推入轿车，而约翰的第4枪则击中了奋不顾身扑在总统身上作挡箭版的另一位特工蒂莫西·麥卡錫（Timothy McCarthy）腹部。第5枪击中了轿车打开的车门上的防弹玻璃，第6枪则先是击中了轿车的防弹装甲后，反弹击中了总统的肺部，距总统的心脏仅有约2.5厘米。这时，站在约翰身旁，来自俄亥俄州第二大城市克里夫兰的劳工代表阿弗雷德·安泰努奇（Alfred Antenucci）一拳打中了约翰的头部并将其拖倒在地，其他特工随即控制住了他，总统被立即送往乔治·华盛顿大学医院进行抢救，之后由于抢救及时幸免于难。
立刻，里根遇刺案成为舉世震驚的新闻，全世界的新闻媒体“就像是骑兵队入侵一样”冲进了耶鲁大学校园，开始对还是新生的茱迪·科士打进行无孔不入的跟踪和采访，面对这突如其来的超强曝光度，茱迪非常厌烦，并直接警告任何试图采访她的记者不准提到约翰·欣克利相关的任何问题。并且在这之后一段很长的时间里，任何试图采访她的记者无论是有意还是无意地提到了这个名字，她也会马上走开。1991年，由于发现约翰·欣克利的名字会在介绍她出场时提及，茱迪回绝了NBC節目《今天》的采访。而她唯一的一次对此事件作出的公开回应则是在1982年12月为《时尚先生》杂志撰写了一篇题为《为什么是我？》的文章后举行的记者招待会上。在这篇文章中她写道，与彼得·奥图尔一起合作出演《Svengali》“让我重新爱上了表演”。这一事件曾一度严重打击了茱迪·科士打的自信心，直到1999年，她才在《六十分鐘時事雜誌》节目中与查理·罗斯讨论了这一段经历。
除此之外，还有一位叫愛德華·理查森（Edward Richardson）的男子曾在耶鲁大学校园内跟踪茱迪并计划枪杀她，但之后由于觉得她“太漂亮了”而改变了主意。

## 家庭
父亲盧西爾斯·費雪·科士打三世（Lucius Fisher Foster III）是一位美国空军中校，退伍后成为了一位房地产经紀人，母親伊芙琳·艾拉·「布蘭迪」·阿曼特·科士打（Evelyn Ella "Brandy" Almond Foster）則是家庭主婦。两人在朱迪出生前離異。。被丈夫抛弃后，为了把4个孩子拉扯大，伊芙琳成為了一個电影制片人。
茱迪有两个姐姐和一个哥哥：两个姐姐分别是1954年出生的盧仙達·「辛蒂」·科士打（Lucinda "Cindy" Foster）和1955年出生的康斯廷斯·「康妮」·科士打（Constance "Connie" Foster），哥哥盧西斯·費雪·「巴迪」·科士打（Lucius Fisher "Buddy" Foster）则出生于1957年，并且也曾是一位小童星。
朱迪有两个儿子，分別是1998年7月20日出生的查爾斯·「查理」·科士打（Charles "Charlie" Foster）和2001年9月29日出生的克里斯托弗·「基特」·科士打（Christopher "Kit" Foster），两个孩子都是通过精子银行受孕的。2008年，她与自1993年就开始交往并相伴多年的女友西德妮·伯纳德（Cydney Bernard）分手。西德妮是一位制片人，她正式收养了福斯特的兩個兒子，不过，2013年1月13日晚在比华利山希尔顿酒店接受第70届金球奖塞西尔·B·德米尔奖（也译为终身成就奖）时，茱迪在致词中称西德妮是“我生命中最爱的人之一，我20年来英勇的伙伴、爱情和灵魂上的伴侣、铁哥们儿、闺蜜......”（one of the deepest loves of my life, my heroic co-parent, my ex-partner in love but righteous soul sister in life, my confessor, ski buddy, consigliere, most beloved BFF of 20 years），所以估计两人分手后仍然有感情联络。茱迪也是最早被外界知道她是同性恋的女演员之一，所以在致辞中她说她“早在千年前的石器時代，我還是脆弱的小女孩時就已经对我信赖的朋友、家人和同事出柜了，並逐漸勇敢地對任何認識我的人坦白”（I already did my coming out about 1,000 years ago back in the stone age, those very quaint days when a fragile young girl would open up to trusted friends and family and co-workers, and then gradually and proudly to everyone who knew her, to everyone she actually met）。同时她还感谢了男演员、导演梅尔·吉布森，並說他是众多“拯救”了自己的人之一。最后她还在致辞中表示自己可能将不再从事演艺事业，而会开始从事更多较为低调的工作，她說：「我可能不会再登上这个领奖台，或是别的任何一个舞台。改变，你要爱上改变。我会继续讲故事，被感动的同时也去感动他人，这是世界上最棒的工作。只是从现在开始，我可能会开始用一种完全不同的方式来讲述这些故事，它可能不会再光彩夺目，街知巷聞，而可能只会默默无闻」（I may never be up on this stage again, on any stage for that matter. Change, you gotta love it. I will continue to tell stories, to move people by being moved, the greatest job in the world. It's just that from now on, I may be holding a different talking stick. And maybe it won't be as sparkly, maybe it won't open on 3,000 screens, maybe it will be so quiet and delicate that only dogs can hear it whistle）。
2014年4月，茱迪·科士打與女攝影師亚历山德拉·哈迪森結婚。
她在2006年5月15日開始於賓州大學提供授予學位的課程。賓州大學也以其畢生的成就，與同時身為演員和導演對電影的貢獻，授予其榮譽藝術博士的頭銜。她的致詞 可在網路廣播中找到(跳到1:44:08處)，為mp3形式。

## 宗教信仰
茱迪·科士打是一位无神论者，她表示自己“保持对所有信仰的尊重”并且花费了“大量时间学习无论东方或西方宗教的典籍”，她和自己的孩子们都过圣诞节和光明节。

## 轶事
- 1995年：被《帝國》雜誌選為「影史上100大最性感明星」第45名。
- 1999年必須退出電影《亡命追兇》（Double Jeopardy）的演出，原因是懷了身孕。
- 英國版的《帝國》雜誌「100位永遠的電影明星」（The Top 100 Movie Stars of All Time）名單中名列第18名。
- 在同時拍攝《計程車司機》與《黑巷少女》的期間，替身是姊姊Connie。
- 有來源認爲朱迪是門薩國際高智商組織的成員，但朱迪本人在義大利語電視臺RAI的採訪中對此予以否認。[84]
- 1997年於法國製作其首張（也是唯一官方的）音樂劇專輯。其中兩首七分鐘的單曲包含〈Je T'attends Depuis la Nuit des Temps〉b/w 〈La Vie C'est Chouette〉與〈When I Looked at Your Face〉b/w〈La Vie C'est Chouette〉。在A面形式是以法文演唱，而A面的文字是以英文撰寫。在B面都是對話，而都同時以法文與英文演出，這三項錄音都屬於福斯特1977年演出的法語片《Moi, fleur bleue》的原聲帶。
- 龐克樂團JFA（Jodie Foster's Army，茱迪·科士打軍隊）是以她為榮而命名。
- 至少有20首屬於龐克搖滾、硬蕊龐克、重金屬音樂、新浪潮音樂與無浪潮（英语：No Wave）類型的歌曲創作是直接或間接指向福斯特，包含像是UK Subs、PH2、Half Japanese、音速青春、Darlington與Caustic Christ的作品，而福斯特在訪問與電影中的口白曾被取樣到某些歌曲中。
- 加拿大詩人R.W.沃特金斯（R. W. Watkins）曾在2002年寫了一首俳句獻給「40歲的福斯特」。這首詩作是起自於她在1976年的電影《黑巷少女》（1974年同名小說是由賴德·科尼格（Laird Koenig）創作），而擴展到24頁的故事書。新版發行中有沃特金斯的前衛派福斯特畫像作品。他也發行了《fanzine》與《Cellar》，其中重點放在福斯特早期與黑暗類型的電影作品。
- 在電視比賽節目名人版危險邊緣（Celebrity Jeopardy!）中未被擊敗過，她在2001年2月的節目中打敗納坦·朗與小亨利·康尼克。
- 2018年在第90屆奧斯卡金像獎出席頒獎時，拄著拐杖頒獎，在台上戲稱這是梅莉·史翠普害的，但其實是茱蒂自己度假滑雪時弄傷的。

## 經典名句
- 14歲時：「現在孩童的心聲就像士兵一樣，大人並不想瞭解。」
- 2004年4月：
  - 在42歲時談到身為女演員的優勢：「他們獨自生活，對自己的選擇擁有更多自信，並且不需再趕潮流假裝自己很酷，這些我想都是上天的恩賜，因為當你想趕潮流之時，往往會做出很糟糕的決定。」
  - 「如果我失敗了，起碼也是以自己的方式失敗的。」
- 對於《Foster Child》這本未被她授權、由她的兄弟帕特·科士打所撰寫的茱迪·科士打傳記，她說道：「在這只為了引起注意和賺錢，而利用出版商發行的貓哭耗子作品中，充滿著模糊的回憶、幻想的情節，帕特一輩子啥都沒做，除了傷透我們母親的心。」

## 出演影视作品
| 年代      | 片名                                      | 角色                                | 附注 |
| --------- | ----------------------------------------- | ----------------------------------- | --- |
| 1968–1970 | 《Mayberry, R.F.D.》                      | 神仙／小女孩                        | 电视剧集 |
| 1969      | 《The Doris Day Show》                    | Jenny Benson                        | 电视剧集 |
| 1969–1971 | 《The Courtship of Eddie's Father》       | Joey Kelly                          | 电视剧集 |
| 1969      | 《Julia》                                 | Cindy Blanchard                     | 电视剧集 |
| 1969      | Gunsmoke》                                | Susan Sadler                        | 电视剧集 |
| 1970      | 《山中惡徒》（Menace on the Mountain）    | Suellen McIver                      | 电视电影 |
| 1970      | 《Daniel Boone》                          | Rachel                              | 电视剧集 |
| 1970      | 《Adam 12》                               | Mary Bennett                        | 电视剧集 |
| 1970      | 《Nanny and the Professor》               | Angela                              | 电视剧集 |
| 1971      | 《My Three Sons》                         | Priscilla Hobson                    | 电视剧集 |
| 1972      | 《Bonanza》                               | Bluebird                            | 电视剧集 |
| 1972      | 《Ghost Story (Circle of Fear)》          | Judy                                | 电视剧集 |
| 1972      | 《The Paul Lynde Show》                   | Maggie                              | 电视剧集 |
| 1972      | 《My Sister Hank》                        | Henrietta "Hank" Bennett            | 电视电影 |
| 1972      | 《拿破仑与萨曼莎》                        | Samantha                            | 又译《狮子与小孩》/《伏狮神童历险记》 |
| 1972      | 《Kansas City Bomber》                    | Rita                                | |
| 1972      | 《查理陈一家》                            | Anne Chan（配音）                   | 电视剧集 |
| 1972      | 《Ironside》                              | Pip Morrison                        | 电视剧集 |
| 1973      | 《Bob & Carol & Ted & Alice》             | Elizabeth Henderson                 | 电视剧集 |
| 1973      | 《Rookie of the Year》                    | Sharon Lee                          | 电视 |
| 1973      | 《Alexander》                             | Sue                                 | 电视 |
| 1973      | 《鹧鸪家庭》                              | Julie                               | 电视剧集 |
| 1973      | 《爱情故事》（Love Story）                | Ellie Madison                       | 电视剧集 |
| 1973      | 《汤姆历险记》                            | Becky Thatcher                      | |
| 1973      | 《功夫》                                  | Alethea Patricia Ingram             | 电视剧集 |
| 1973      | 《The New Perry Mason》                   | Hildy Haynes                        | 电视剧集 |
| 1973      | 《一个小印第安人》                        | Martha McIver                       | 又译《横冲直撞小英雄》 |
| 1973      | 《亚当斯一家》                            | Pugsley（配音）                     | 动画片 |
| 1974      | 《艾丽丝不住这里》                        | Audrey                              | 又译《曾经沧海难为水》 |
| 1974      | 《Smile, Jenny, You're Dead (Harry O)》   | Liberty Cole                        | 电视 |
| 1974      | 《纸月亮》                                | Addie Loggins                       | 电视剧集 |
| 1975      | 《医疗中心》                              | Ivy                                 | 电视剧集 |
| 1975      | 《The Secret Life of T.K. Dearing》       | T.K. Dearing                        | 电视 |
| 1976      | 《出租车司机》                            | Iris Steensma                       | 英国电影学院奖最佳新人和最佳女配角奖 意大利电影金像奖特别奖 堪萨斯市影评人协会最佳女配角奖 洛杉矶影评人协会新生代奖 国家影评人协会最佳女配角奖 提名第49届奥斯卡奖最佳女配角 提名纽约影评人协会最佳女配角奖                                                                                            |
| 1976      | 《夏日回响》                              | Deirdre Striden                     | 又名"The Last Castle" |
| 1976      | 《龙蛇小霸王》                            | Tallulah                            | 英国电影学院奖最佳新人和最佳女配角奖 |
| 1976      | 《黑巷少女》                              | Rynn Jacobs                         | 土星奖最佳女演员奖 |
| 1976      | 《疯狂星期五》                            | Annabel Andrews                     | 提名第34届金球奖最佳电影女主角奖（音乐剧/喜剧类） |
| 1977      | 《Moi, fleur bleue》                      | Isabelle Tristan（又名Fleur bleue） | 又名"Stop Calling Me Baby!" |
| 1977      | 《海滨度假屋》                            | Teresina Fedeli                     | 原名"Casotto" |
| 1977      | 《古堡风云》                              | Casey Brown                         | |
| 1980      | 《小狐狸》                                | Jeanie                              | 提名青年艺术家奖最佳女演员奖 |
| 1980      | 《嘉年华会》                              | Donna                               | |
| 1982      | 《O'Hara's Wife》                         | Barbara O'Hara                      | |
| 1983      | 《Svengali》                              | Zoe Alexander                       | |
| 1984      | 《新汉普夏饭店》                          | Frannie Berry                       | 又译《苏丝姑娘》 |
| 1984      | 《双面间谍》                              | Hélène Bertrand                     | 法语原名"Le Sang des autres" |
| 1986      | 《黑色婚礼》                              | Victoria Thompson                   | 又名"My Letter to George" |
| 1987      | 《五个角落》                              | Linda                               | 独立精神奖最佳女主角奖 |
| 1987      | 《夏日最后的玫瑰》                        | Nancy                               | |
| 1988      | 《重振雄风 (1988年电影)》                 | Katie Chandler                      | 又译《曾几何时》 |
| 1988      | 《被告》                                  | Sarah Tobias                        | 第61届奥斯卡奖最佳女主角 意大利电影金像奖最佳外国女演员奖 第46届金球奖最佳电影女主角奖（正剧类） 堪萨斯市影评人协会最佳女演员奖 国家影评人协会最佳女演员奖 提名英国电影学院奖最佳女主角奖 提名芝加哥影评人协会最佳女演员奖 提名纽约影评人协会最佳女演员奖                                             |
| 1990      | 《赤面煞星》（又译《沉默宝贝》）          | Anne Benton                         | 又名"Backtrack" |
| 1991      | 《沉默的羔羊》                            | Clarice Starling                    | 第64届奥斯卡奖最佳女主角 英国电影学院奖最佳女主角奖 芝加哥影评人协会最佳女演员奖 第49届金球奖最佳电影女主角奖（正剧类） 堪萨斯市影评人协会最佳女演员奖 伦敦影评人协会最佳女演员奖 纽约影评人协会最佳女演员奖 提名国家影评人协会最佳女演员奖 提名土星奖最佳女演员奖                                    |
| 1991      | 《锦绣童年》（又译《我的天才宝贝》）      | Dede Tate                           | 主演，并且是导演处女作 |
| 1992      | 《影与雾》                                | 妓女                                | |
| 1993      | 《似是故人来》                            | Laurel Sommersby                    | 又译《男人本色》 |
| 1994      | 《超级王牌》                              | Annabelle Bransford夫人             | |
| 1994      | 《内尔》                                  | Nell Kellty                         | 达拉斯-沃斯堡影评人协会最佳女演员奖（与主演《最后的诱惑》的琳达·菲奥伦蒂诺并列获奖） 意大利电影金像奖最佳外国女演员奖 美国演员工会奖杰出表现女主角 东南影评人协会最佳女演员奖 提名第67届学院奖女主角奖 提名芝加哥影评人协会最佳女演员奖 提名第52届金球奖最佳电影女主角奖（正剧类） 同時出任本片制片人 |
| 1996      | 《歡樂一家親》                            | Marlene（配音）                     | 电视剧集 |
| 1997      | 《X档案》                                 | Betty（配音）                       | 电视剧集 |
| 1997      | 《》                                      | Eleanor Arroway博士                 | 土星奖最佳女演员 提名芝加哥影评人协会最佳女演员 提名第55届金球奖最佳电影女主角（正剧类） |
| 1999      | 《安娜與國王》                            | Anna Leonowens                      | |
| 2002      | 《祭童的危险生活》（又译《叛逆骄阳》）    | 修女Assumpta                        | 同時出任本片制片人 |
| 2002      | 《战栗空间》                              | Meg Altman                          | 提名土星奖最佳女演员奖 |
| 2002      | 《Tusker》                                | Minnie                              | 动画片配音 |
| 2003      | 《Abby Singer》                           | 客串出演自己                        | |
| 2004      | 《漫长的婚约》                            | Elodie Gordes                       | |
| 2005      | 《空中危机》                              | Kyle Pratt                          | 提名土星奖最佳女演员奖 |
| 2005      | 《Statler and Waldorf: From the Balcony》 | 自己                                | 客串出镜 |
| 2006      | 《局内人》                                | Madeline White                      | |
| 2007      | 《勇敢的人》                              | Erica Bain                          | 提名第65届金球奖最佳电影女主角奖（正剧类） 提名爱尔兰电影电视奖最佳国际女演员 提名圣路易斯门户影评人协会最佳女演员奖 |
| 2008      | 《尼姆岛》                                | Alexandra Rover                     | |
| 2009      | 《辛普森一家》                            | Maggie Simpson（配音）              | 动画片 |
| 2011      | 《海狸先生》                              | Meredith Black                      | 也是本片的导演和执行制片人 |
| 2011      | 《杀戮》                                  | Penelope Longstreet                 | 波士顿影评人协会最佳银幕搭挡 底特律影评人协会最佳银幕搭挡 提名圣地亚哥影评人协会最佳搭挡表演 提名第69届金球奖最佳电影女主角奖（音乐剧/喜剧类） |
| 2013      | 《极乐世界》                              | Rhodes部长                          | |
| 2016      | 《金錢怪獸》                              |                                     | 導演 |
| 2018      | 《犯罪急診室》                            | Jean Thomas / The Nurse             | |
| 2021      | 《失控的審判》                            | Nancy Hollander                     | 第78屆金球獎最佳電影女配角獎 |
| 2023      | 《泳不放棄》                              | Bonnie Stoll                        | 提名第96屆奧斯卡金像獎最佳女配角 提名第29屆評論家選擇獎最佳電影女配角 提名第81屆金球獎最佳電影女配角 提名第30屆美國演員工會獎最佳女配角 |

## 提名和獲獎
| 年代 | 奖项组织             | 奖项名称                          | 电影片名                       | 结果 |
| ---- | -------------------- | --------------------------------- | ------------------------------ | ---- |
| 1977 | 第49届奥斯卡奖       | 最佳女配角                        | 《出租车司机》                 | 提名 |
| 1977 | 英国电影学院奖       | 最佳女配角                        | 《龙蛇小霸王》和《出租车司机》 | 获奖 |
| 1977 | 英国电影学院奖       | 最佳新人奖                        | 《龙蛇小霸王》和《出租车司机》 | 获奖 |
| 1977 | 第34届金球奖         | 最佳电影女主角奖（音乐剧/喜剧类） | 《疯狂星期五》                 | 提名 |
| 1980 | 第2届青年艺术家奖    | 最佳女演员                        | 《小狐狸》                     | 提名 |
| 1989 | 第61届奥斯卡奖       | 最佳女主角                        | 《被告》                       | 获奖 |
| 1989 | 第46届金球奖         | 最佳电影女主角奖（正剧类）        | 《被告》                       | 获奖 |
| 1989 | 第4届独立精神奖      | 最佳女主角奖                      | 《五个角落》                   | 获奖 |
| 1989 | 人民选择奖           | 最受欢迎剧情类电影女演员          |                                | 提名 |
| 1990 | 第43届英国电影学院奖 | 最佳女主角                        | 《被告》                       | 提名 |
| 1992 | 第64届奥斯卡奖       | 最佳女主角                        | 《沉默的羔羊》                 | 获奖 |
| 1992 | 土星奖               | 最佳女演员                        | 《沉默的羔羊》                 | 提名 |
| 1992 | 第45届英国电影学院奖 | 最佳女主角                        | 《沉默的羔羊》                 | 获奖 |
| 1992 | 第49届金球奖         | 最佳电影女主角（正剧类）          | 《沉默的羔羊》                 | 获奖 |
| 1992 | 第18届人民选择奖     | 最受欢迎剧情类电影女演员          |                                | 提名 |
| 1994 | 第67届奥斯卡奖       | 最佳女主角                        | 《内尔》                       | 提名 |
| 1995 | 第52届金球奖         | 最佳电影女主角（正剧类）          | 《内尔》                       | 提名 |
| 1995 | 第21届人民选择奖     | 最受欢迎剧情类电影女演员          | 《内尔》                       | 获奖 |
| 1995 | 首届美国演员工会奖   | 杰出表现女主角                    | 《内尔》                       | 获奖 |
| 1998 | 土星奖               | 最佳女演员                        | 《》                           | 获奖 |
| 1998 | 第55届金球奖         | 最佳电影女主角（正剧类）          | 《》                           | 提名 |
| 1999 | 第51届黄金时段艾美奖 | 杰出电视电影奖                    | 《The Baby Dance》             | 提名 |
| 2003 | 第29届土星奖         | 最佳女演员                        | 《战栗空间》                   | 提名 |
| 2006 | 第32届土星球         | 最佳女演员                        | 《空中危机》                   | 提名 |
| 2008 | 第65届金球奖         | 最佳电影女主角奖（正剧类）        | 《勇敢的人》                   | 提名 |
| 2008 | 第34届人民选择奖     | 最受欢迎女动作影星                |                                | 提名 |
| 2012 | 第69届金球奖         | 最佳电影女主角（音乐剧/喜剧类）   | 《杀戮》                       | 提名 |
| 2013 | 第70届金球奖         | 塞西尔·B·德米尔奖                 |                                | 获奖 |
| 2021 | 第78届金球奖         | 最佳電影女配角                    | 《失控的審判》                 | 獲獎 |
| 2021 | 第74屆坎城影展       | 榮譽金棕櫚獎                      |                                | 獲獎 |
| 2023 | 第96届奥斯卡金像奖   | 最佳女配角                        | 《泳不放棄》                   | 提名 |
| 2023 | 第29届评论家选择奖   | 最佳電影女配角                    | 《泳不放棄》                   | 提名 |
| 2023 | 第81届金球奖         | 最佳電影女配角                    | 《泳不放棄》                   | 提名 |
| 2023 | 第30届美国演员工会奖 | 最佳女配角                        | 《泳不放棄》                   | 疑名 |

## 執導
- 1988年：電視影集 《Tales from the Darkside》第一集
- 1991年：電視電影 《Little Man Tate》
- 1995年：電影 《回家過節》
- 2011年：電影 《海狸先生》
- 2013年：電視影集 《女子監獄》
- 2014年：電視影集《紙牌屋》第二季第九集
- 2016年：電影 《金錢怪獸》
- 2017年：電視影集《黑鏡》第四季第二集